# Shahar Piven
Shahar Piven (in ebraico שחר פיבן‎?; Birobidžan, 21 settembre 1995) è un calciatore israeliano, difensore dell'Hapoel Tel Aviv.

## Palmarès

### Club

#### Competizioni nazionali
- Campionato israeliano: 2

Maccabi Tel Aviv: 2018-2019, 2019-2020
- Coppa Toto: 1

Maccabi Tel Aviv: 2018-2019
- Supercoppa d'Israele: 2

Maccabi Tel Aviv: 2019, 2020